# Grote zwaardschede
De Grote zwaardschede (Ensis magnus; synoniem: Ensis arcuatus)  is een tweekleppigensoort uit de familie Pharidae. De wetenschappelijke naam van de soort is voor het eerst geldig gepubliceerd in 1817 door Schumacher.